# Ira'ara (Parlamento)
Ira'ara (Irara, Ira-Ara, Ilara) ist ein Dorf und Aldeia im Osten von Osttimor. Es liegt im Nordosten des Sucos Parlamento (Verwaltungsamt Lautém, Gemeinde Lautém), an der nördlichen Küstenstraße. Nur die Grenze zum Suco Com trennt Ira'ara vom östlichen Nachbardorf Etepiti. Zur Aldeia Ira'ara gehören 522 Personen.
In Ira'ara befindet sich die Grundschule Escola Primaria E.P. Ira'ara und die natürliche Quelle Lutu Ira.